# 三里塚駅

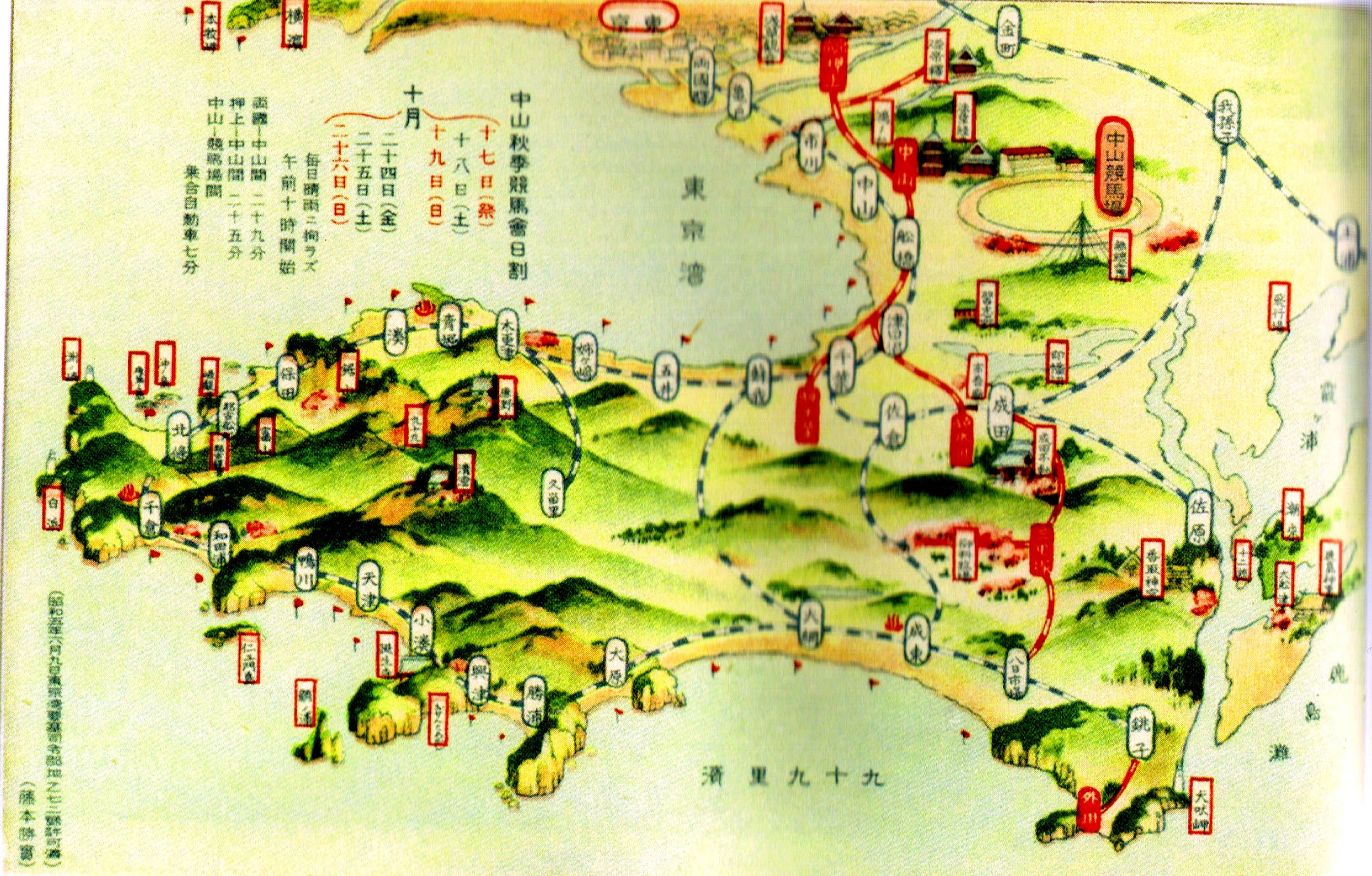
中山競馬・千葉県観光案内地図（昭和5年）。三里塚駅が表示されている

三里塚駅（さんりづかえき）は、千葉県印旛郡遠山村（現：成田市本三里塚）にあった成田鉄道多古線の駅（廃駅）である。1940年（昭和15年）までは成田鉄道八街線との接続駅であった。

## 歴史
- 1911年（明治44年）
  - 7月5日：千葉県営鉄道多古線 成田 - 三里塚間開業時に終着駅として開業。
  - 10月5日：三里塚 - 多古間延伸開業、中間駅となる。
- 1914年（大正3年）5月18日：千葉県営鉄道八街線 三里塚 - 八街間開業、接続駅となる。
- 1927年（昭和2年）
  - 4月1日：多古線・八街線が成田電気軌道に譲渡、同社の駅となる。
  - 5月13日：成田電気軌道が成田鉄道に改称。
- 1940年（昭和15年）5月14日：八街線廃止、単独駅となる。
- 1944年（昭和19年）1月11日：多古線の休止に伴い駅休止。
- 1946年（昭和21年）10月9日：多古線の廃線に伴い廃駅。

## 現況
跡地は成田国際空港に近接しており、ほとんど痕跡はない。成田市立三里塚小学校の北側の道路がかつての駅前通であった。
なお、ジェイアールバス関東の三里塚駅（元バス駅）は、当駅跡より700 mほど南に位置している。

## 参考書籍
- 今尾恵介 『地形図でたどる鉄道史 東日本編』（JTB 2000年、 ISBN 4-533-03422-5）
- 今尾恵介監修 『日本鉄道旅行地図帳3号 関東1』（新潮社 2008年、 ISBN 978-4-10-790021-0）